# Epiclytus itoi
Epiclytus itoi är en skalbaggsart som beskrevs av Tatsuya Niisato 1981. Epiclytus itoi ingår i släktet Epiclytus och familjen långhorningar.
Artens utbredningsområde är Taiwan. Inga underarter finns listade i Catalogue of Life.